# مغاره (مسیحیت)

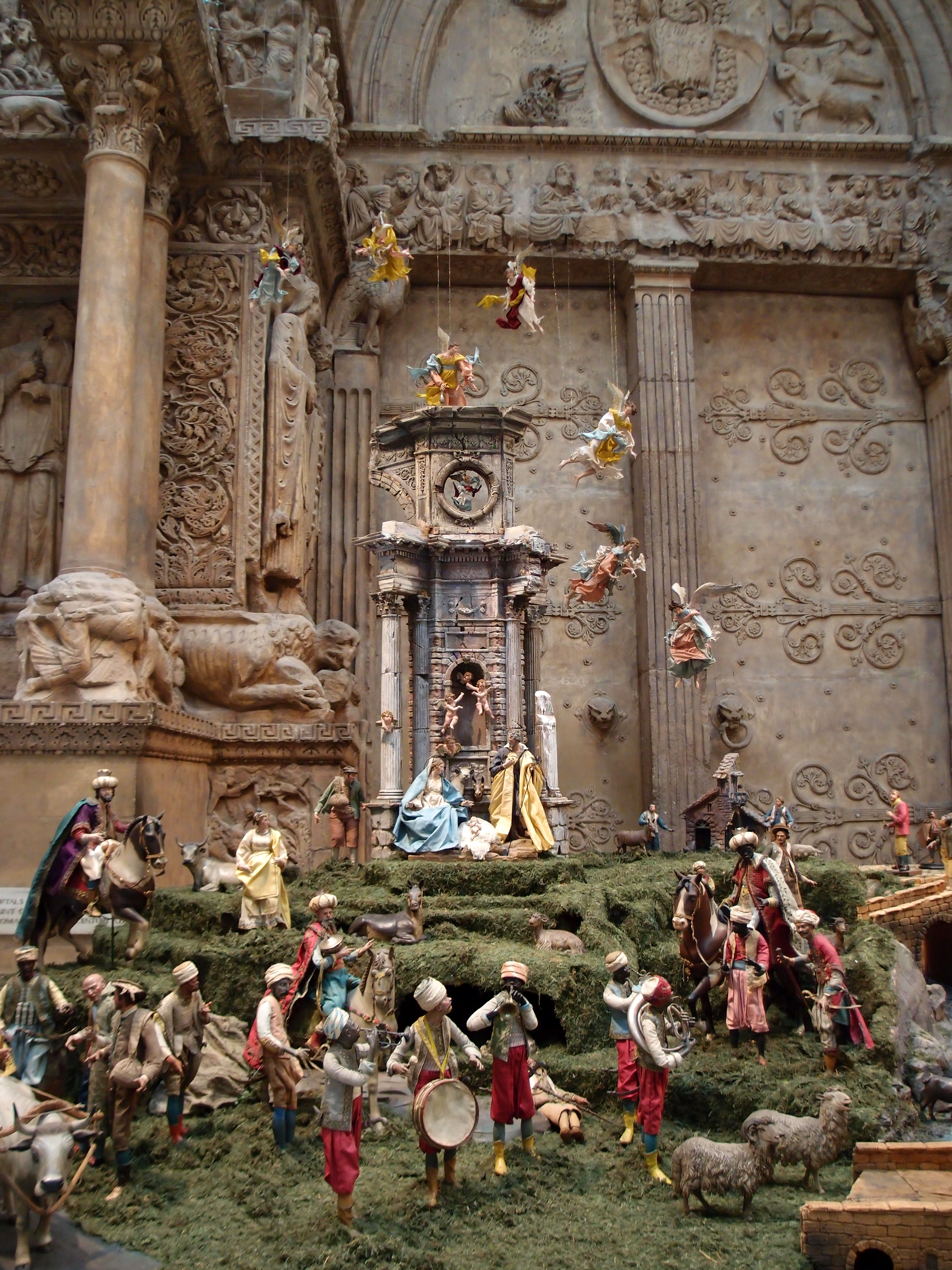
تابلوی ولادت برپا شده در ناپل

مغاره یا تابلوی ولادت یک نمایشگاه دینی است که ویژه ایام کریسمس بوده و در آن عناصر مختلف صحنه ولادت عیسی را بازسازی می‌کنند.
در میان مسیحیان لبنان که از نخستین گروندگان به مسیحیت هستند، بازآفرینی صحنه ولادت از درخت کریسمس نیز مهم تر و سنتی تر بوده و نوعی رقابت در میان افراد برای تزئین و برپایی آن وجود دارد. در ایام کریسمس هر خانواده مسیحی تلاش می‌کند تا تابلوی ولادت زیباتری با استفاده از عناصری مانند عروسک در منزل خود برپا کند. مسیحیان لبنان معتقدند که آغلی که عیسی در آن به دنیا آمد درون یک غار بوده است. عناصر مهم مغاره شخصیت‌هایی مانند عیسی در گهواره، مریم و یوسف نجار و همچنین الاغ و گاو هستند.

## نگارخانه

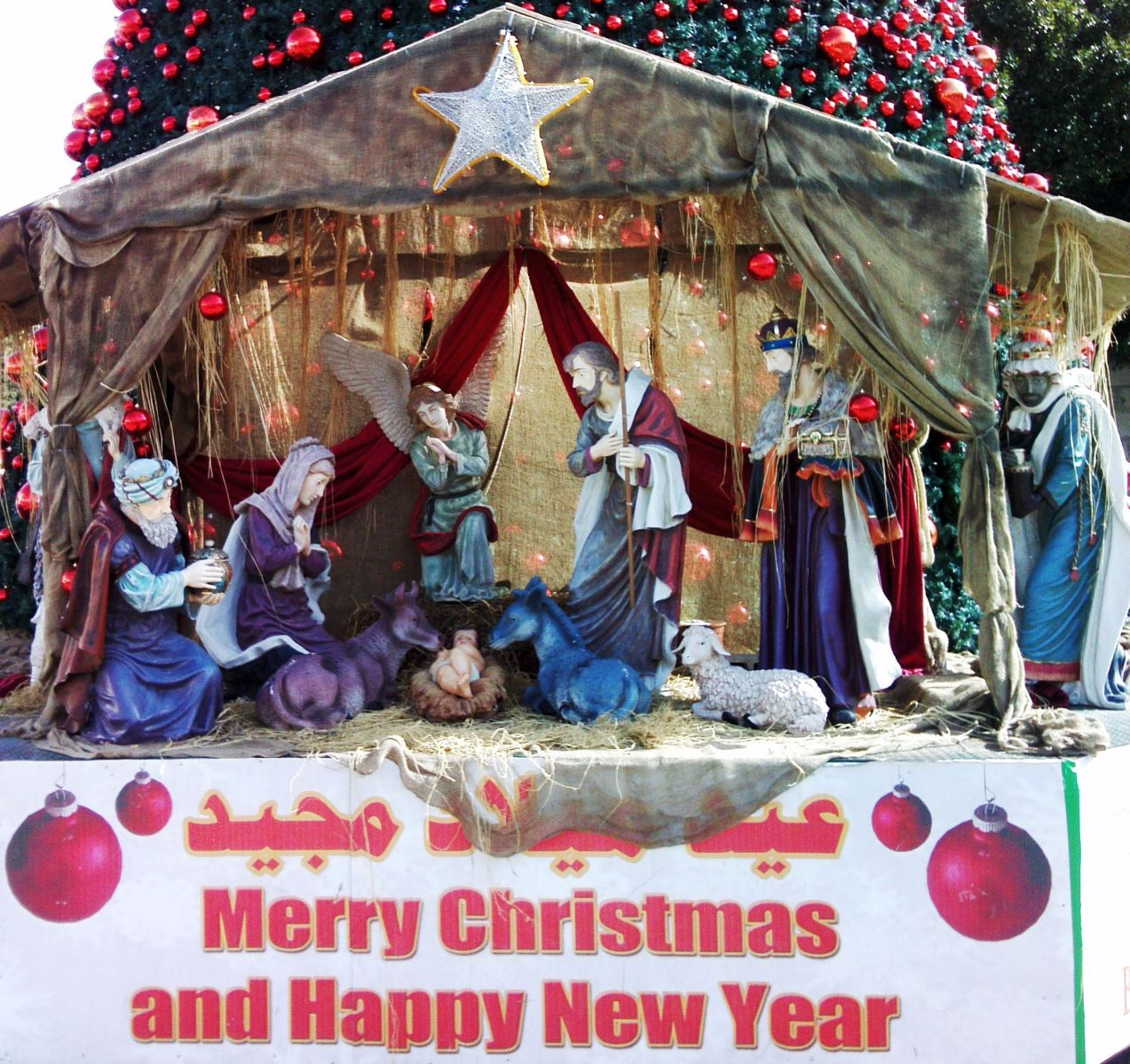
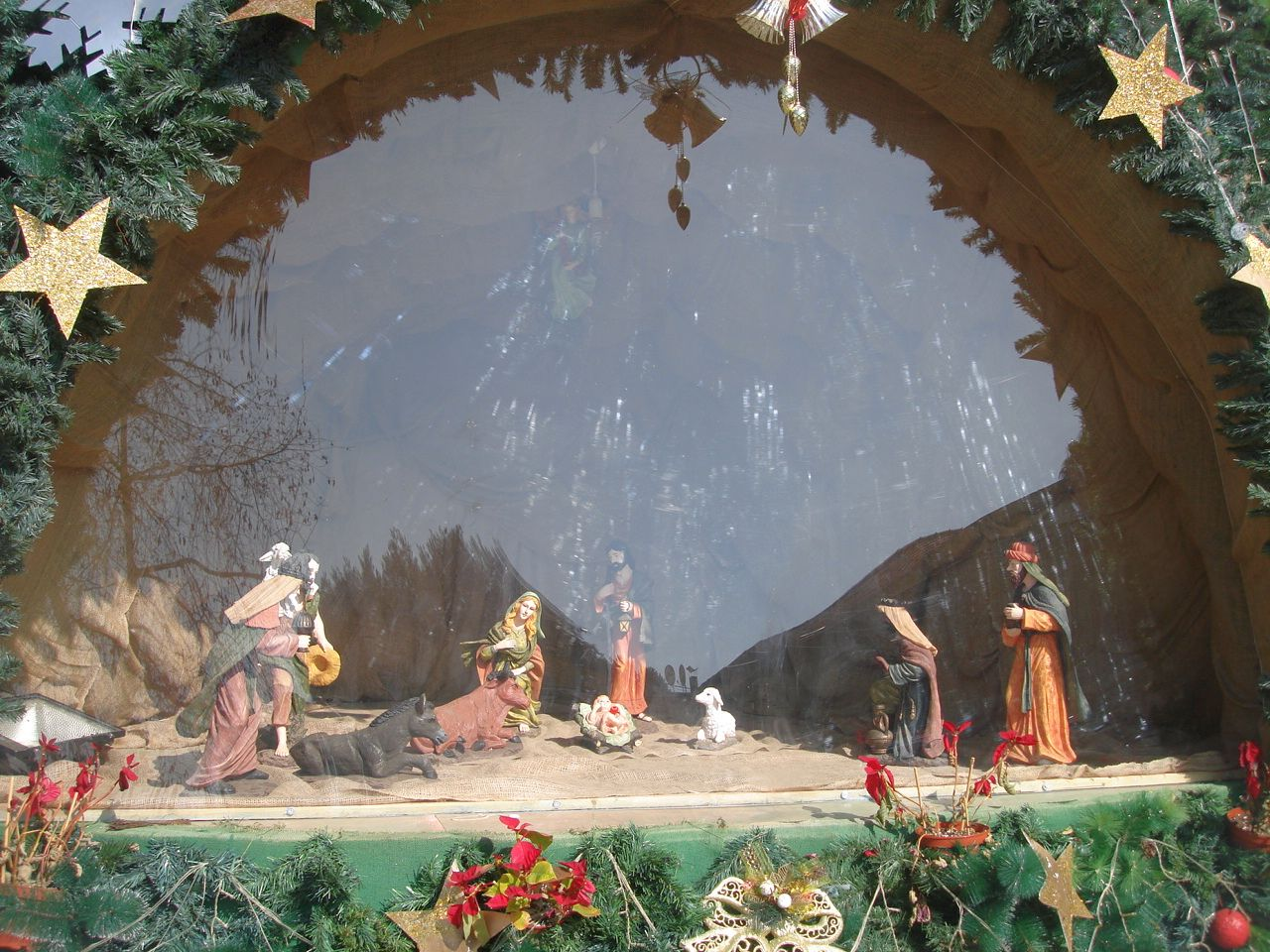
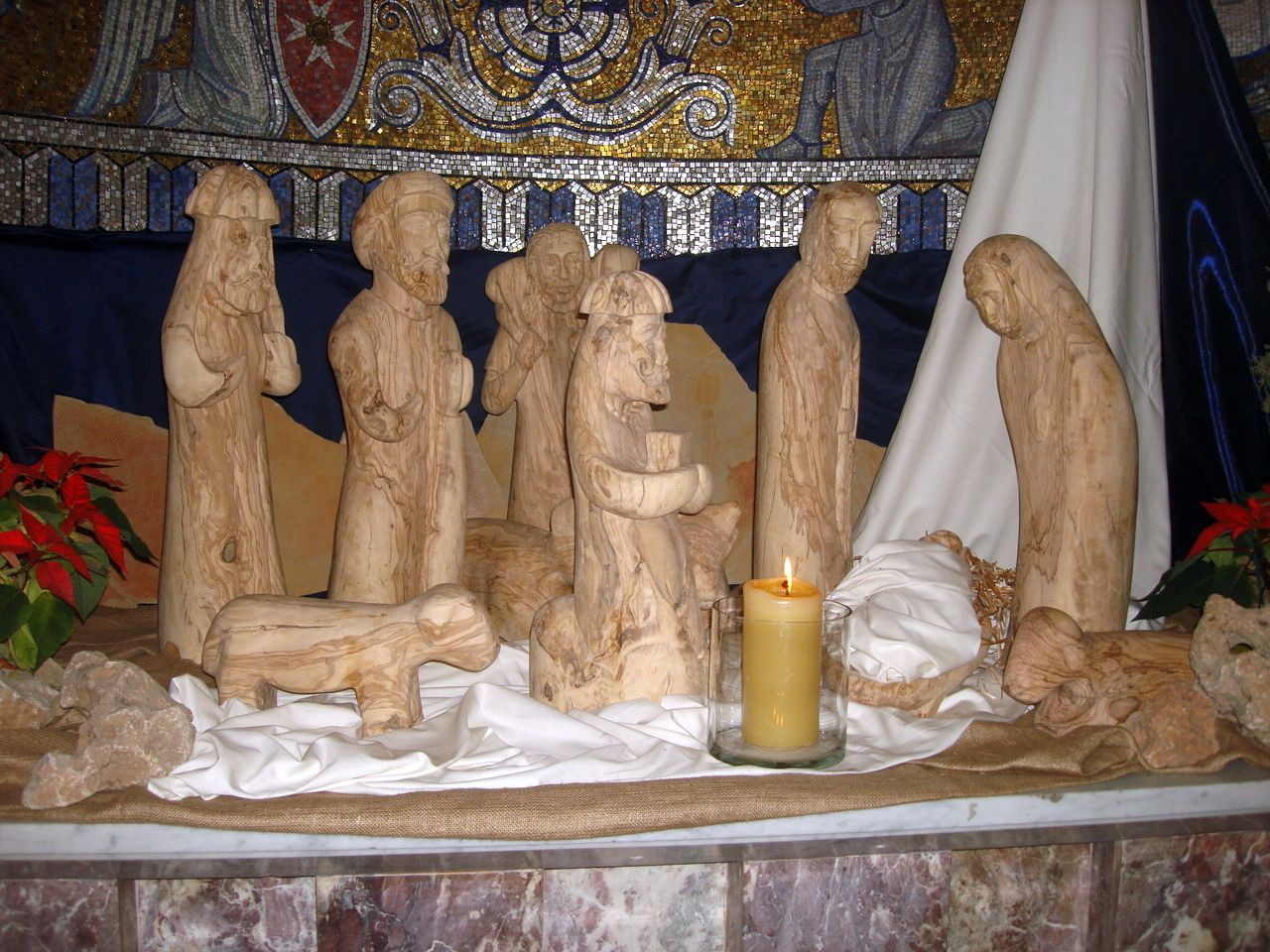
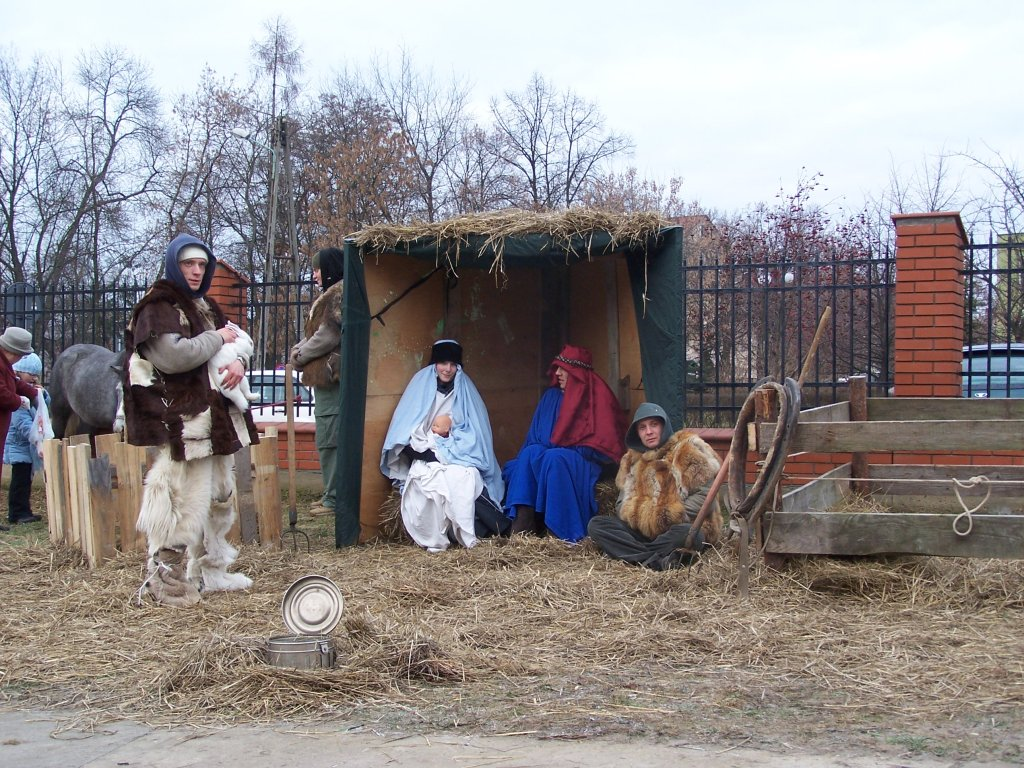
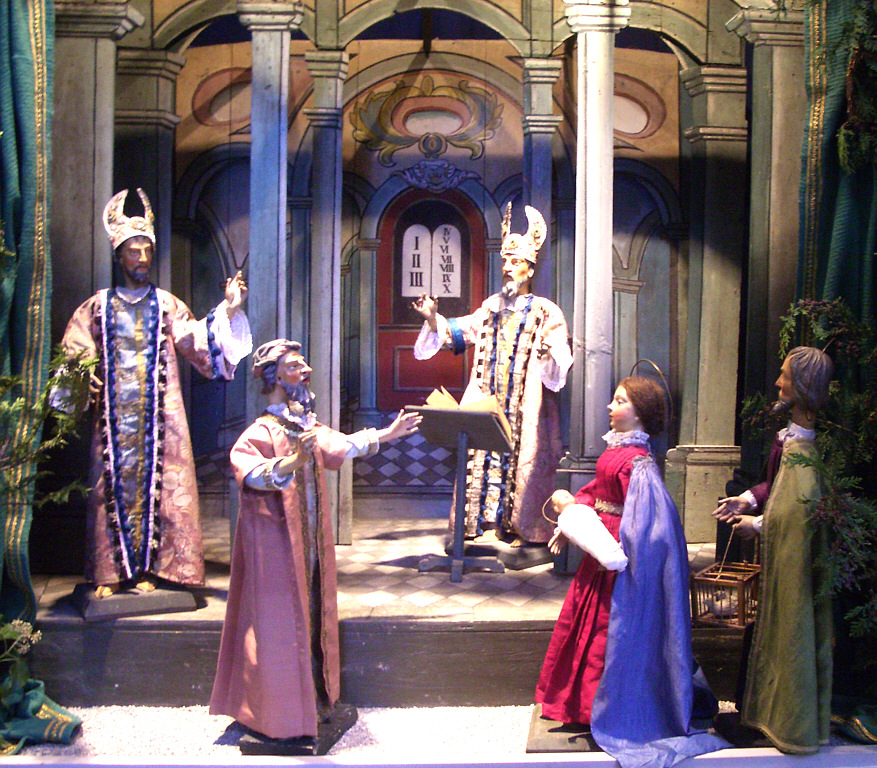
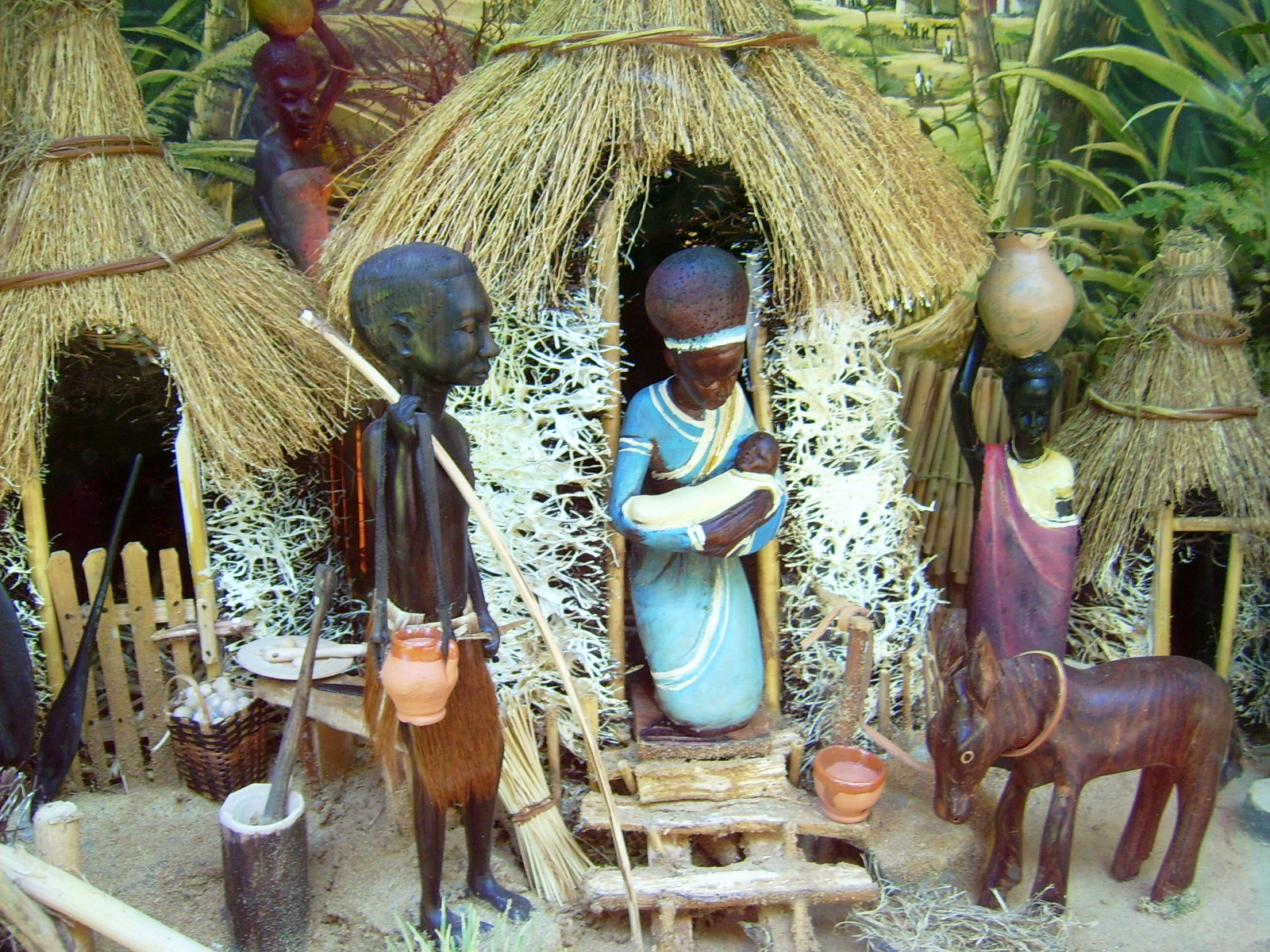
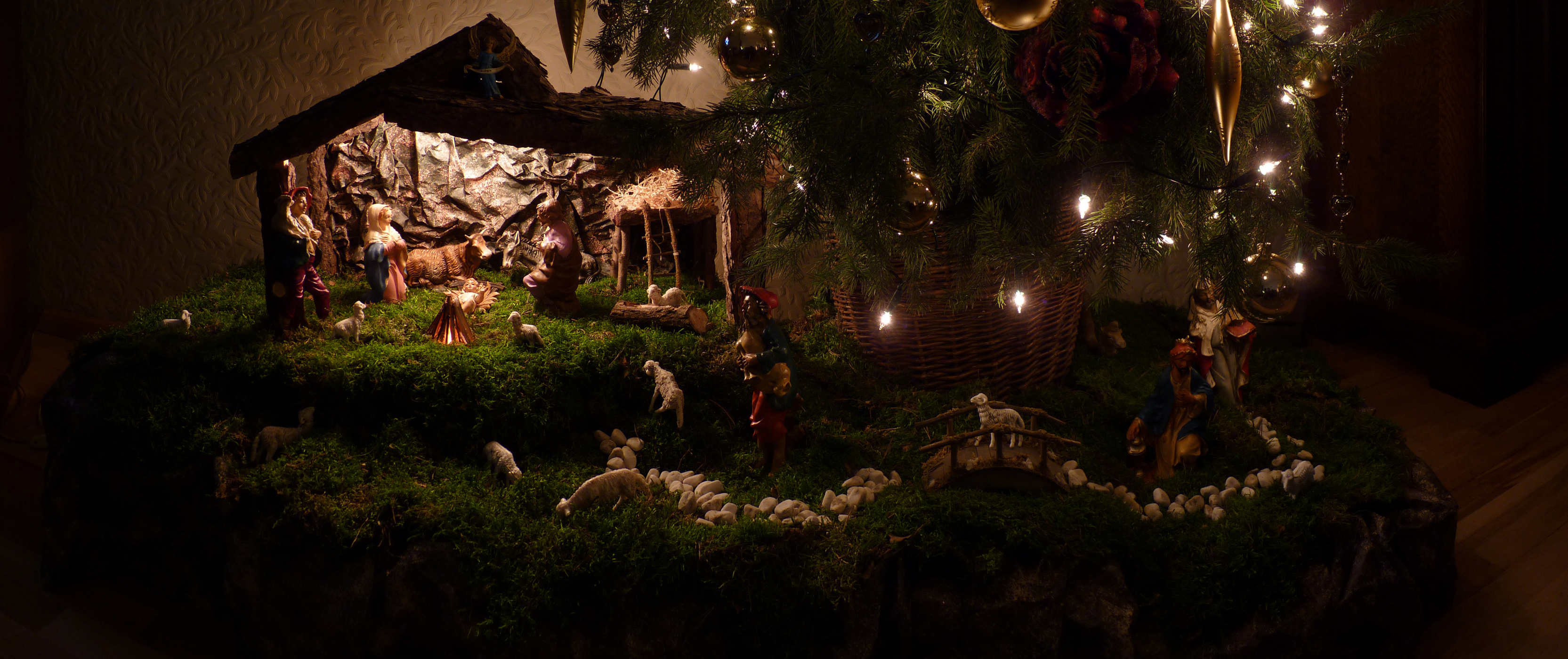